# معركة أنتيكيا
معركة أنتيكيا وقعت عام 1531 بين القوات الجهادية سلطنة عدل تحت قيادة الإمام المجاهد أحمد بن إبراهيم الغازي والجيش الحبشي تحت قيادة اسلمو. تحديدا 55 ميلا (89 كم) إلى الجنوب من بحيرة هايك، على حافة مرتفعات إثيوبيا.
على الرغم من حرص إسلمو علي نشر رجاله وتجهيزهم ، سرعان الجيش الإثيوبي احس بالذعر وهرب عندما اطلقت مدافع الإمام أحمد تبيد الآلاف منهم.